# Ana Ignacia Rodríguez
Ana Ignacia Rodríguez “La Nacha” Márquez (Taxco, México, 26 de julio de 1944) es una activista política, líder estudiantil en el movimiento del 68 y defensora de derechos humanos. Actualmente miembro activo del Comité del 68.

## Vida activista
Originaria de Taxco, estudiante de los últimos semestres en  Derecho en el año de 1968, fue una de las cuatro líderes Mujeres del movimiento estudiantil del 68. Se desempeñó  como jefa de Finanzas en el comité de lucha de la Facultad de Derecho donde fue brigadista. Fue detenida por su militancia tres veces, la última estuvo presa en Lecumberri y luego la enviaron a cárcel de mujeres donde permaneció durante dos años. A cincuenta años del movimiento, "La Nacha" sigue siendo una activista social cuyo propósito es defender y difundir la reivindicación de las mujeres en el movimiento estudiantil.

## Persecución

### Primera detención
En los primeros días del movimiento estudiantil, La Nacha estaba poco infiltrada, como describe en unas entrevistas. Quería comenzar y dedicarle tiempo a su proceso de titulación, sin embargo decidió apoyar el movimiento, en un principio con pequeñas acciones, mismas que la llevaron a ser encarcelada el 18 de septiembre de 1968 junto a otros compañeros y personas cercanas a la escena. Estuvieron en Lecumberri por tres días al cabo de ese tiempo, fue cuando Ana Ignacia decidió sumarse definitivamente, el contexto social, el anhelo de libertad y coraje lo ameritaba.

### Actividades
Entre sus actividades dentro del movimiento tuvo el cargo de jefe de Finanzas en el Comité de lucha de la Facultad de Derecho, donde recaudó junto con otras compañeras las muestras de apoyo de la sociedad. También difundía y explicaba las razones del movimiento a los citadinos que querían informarse y contribuir al movimiento.

### 2 de octubre
Luego de la matanza en la Plaza de las Tres culturas, ella junto a algunos de sus compañeros como Roberta Avendaño "La Tita"; lograron salvarse pero comenzó una persecución ya que había orden de aprehensión en su contra.